# Дункан, Джон (шотландский художник)
Джон Маккерди Дункан (англ. John McKirdy Duncan, 1866—1945) — шотландский художник-символист. Во многих своих работах обращался к мифологическим темам, прежде всего к сюжетам и образам кельтских преданий и легенд о короле Артуре.

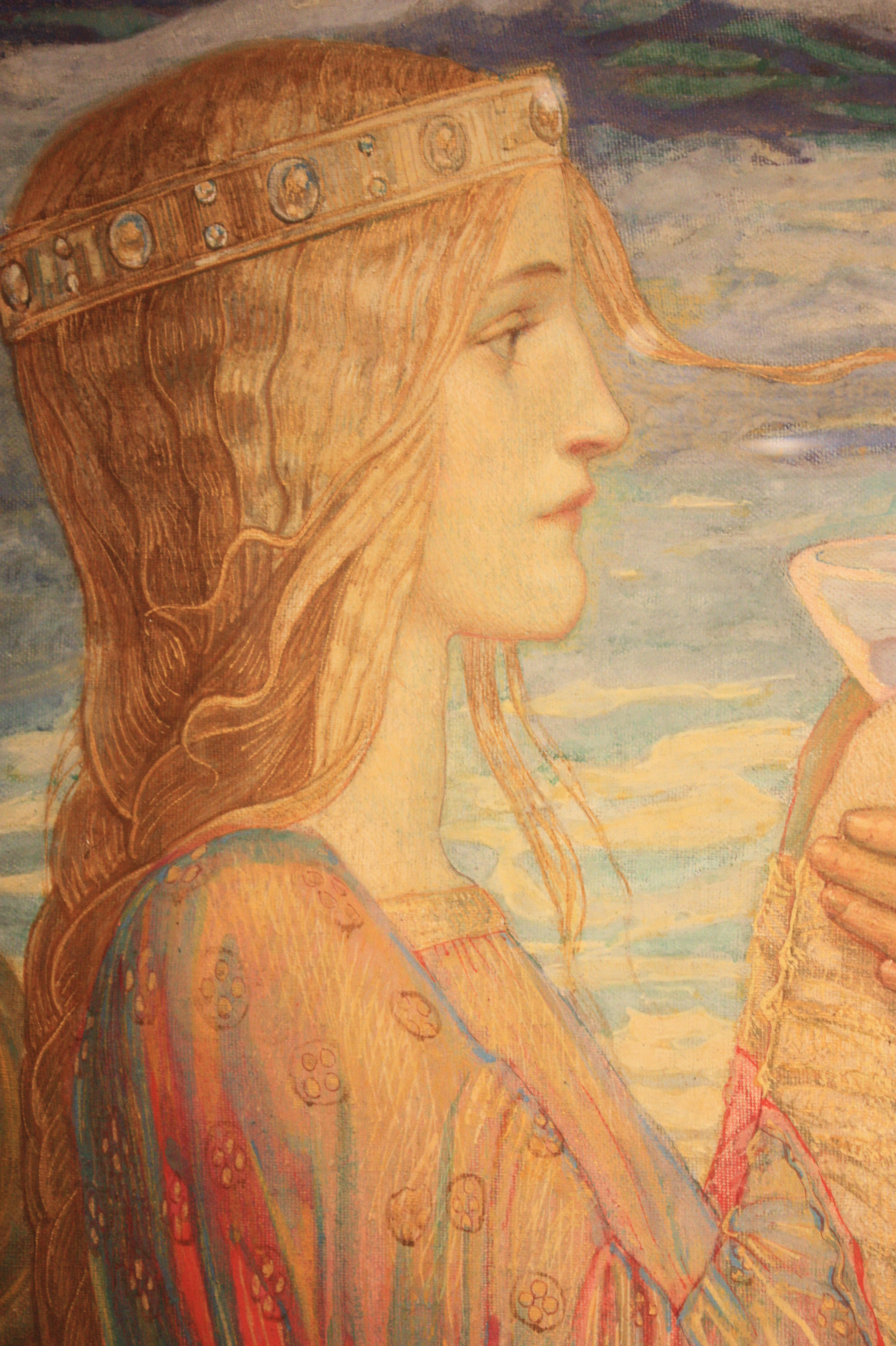
Изольда. Деталь картины Джона Дункана «Тристан и Изольда», 1912

## Биография
Дункан родился в деревне Хиллтаун близ Данди (Шотландия) 19 июля 1866 года. Его отец был скотником и мясником, но Джон не пожелал продолжить семейное дело и решил стать художником. В возрасте 15 лет он уже предоставлял иллюстрации для местного журнала The Wizard of the North («Волшебник Севера»), а позже был принят в газету «Данди Эдвертайзер» на должность помощника в раздел новостей из мира искусства. Одновременно он учился в художественной школе Данди. В 1887—1888 годах Дункан работал в Лондоне как художник-иллюстратор, а затем отправился на континент, где учился в Антверпенской королевской академии изящных искусств под руководством Шарля Верла и в Дюссельдорфской академии художеств.
Посетив Париж, Рим, Флоренцию и Венецию, в 1889 году Дункан вернулся в Данди, где провёл выставку своих работ в новой Галерее искусств королевы Виктории при Художественном музее и галерее Макмануса. В следующем году он стал одним из учредителей Ассоциации изобразительных искусств Данди (ныне Художественное общество Данди). В этот период он писал портреты на заказ, что служило для него основным источником заработка.
В 1892 году Дункан переехал в Эдинбург, где начал тесное и плодотворное сотрудничество с социологом, биологом и градостроителем Патриком Геддесом, с которым познакомился в Данди. Вскоре он получил известность как один из ведущих художников «кельтского возрождения» в Шотландии. В 1890-е годы Дункан создал циклы фресок на мифологические темы, украсивших стены квартиры Геддеса и университетского общежития в эдинбургском квартале Рэмси-гарден. В 1894 году по заказу Геддеса он разработал проект «Ведьмина колодца» — памятника жертвам гонений на ведьм в Эдинбурге. С Геддесом тесно сотрудничали и ученики Дункана — Нелли (Хелен) Бакстер (Nellie Baxter, художница из Данди), Хелен Хей (Helen Hay) и другие молодые художники.
В 1895—1897 годах Дункан был главным художником выпускавшегося Геддесом ежеквартального журнала The Evergreen, в котором также публиковались работы Нелли Бакстер и выдающегося художника-декоратора Роберта Бёрнса. Совместно с Геддесом Дункан основал Университетскую художественную школу (University Hall School of Art), позднее переименованную в Художественную школу Старого Эдинбурга (Old Edinburgh School of Art), и стал её первым директором; однако эта школа вскоре закрылась.
В 1897 году, вернувшись в Данди, Дункан провёл несколько выставок своих работ на кельтские темы, в том числе в галерее Ассоциации изобразительных искусств Данди, в Королевской шотландской академии и в Королевском институте изящных искусств Глазго. В этот период он создал картину «Меч Света» (The Glaive of Light) (ныне в коллекции Университета Данди). Как преподаватель художественного мастерства и графического дизайна он работал в Университете Данди, в школе искусств при Технологическом институте Данди и в местном отделении Юношеской христианской ассоциации. Учениками Дункана в Данди и Эдинбурге были художники-символисты Стюарт Кармайкл, Алек Грив, Сесил Уолтон и Джордж Датч Дэвидсон. Также он организовал первый в Данди дизайнерский коллектив, собрав при Ассоциации искусств группу молодых талантливых художников, создававших и выставлявших произведения декоративного искусства; в группу входили Нелл и Роза Бакстер, Элизабет Бёрт и сестра Дункана Джесси Уэстбрук.
В 1900 году благодаря поддержке Патрика Геддеса Дункан получил должность профессора в Чикагском институте, основанном Френсисом Уэйландом Паркером. Здесь в числе его учеников был американский скульптор и художник-акварелист Уильям Зорах. Вернувшись в Шотландию после смерти Паркера в 1902 году, Дункан поселился в Эдинбурге, где и прожил остаток лет.
Последняя значительная работа Дункана, «Королева Мария Шотландская в замке Фотерингей», была создана в 1929 году по заказу Сент-Эндрюсского университета и ныне хранится в его коллекции, а её уменьшенная реплика входит в собрание музея Талли-хаус в Карлайле.

## Творчество

### Стенопись
В 1890-е годы Дункан создал в интерьерах эдинбургского квартала Рэмси-гарден — в квартире Патрика Геддеса и в общем зале университетского общежития (Рэмси-лодж) — два цикла фресок на мифологические темы. Первый был посвящён эволюции духовой музыки, второй — легендарным героям кельтов и историческим деятелям Средневековья и Возрождения, сыгравшим важную роль в интеллектуальной истории Шотландии. "Кельтский" цикл был дополнен в 1926 году символическими портретами пятерых великих людей, живших в Новое время. В этих проектах Дункан во многом следовал принципам движения искусств и ремёсел, направленного, с одной стороны, на эстетизацию бытовой среды, а с другой — на возрождение средневековой эстетики.

## Галерея

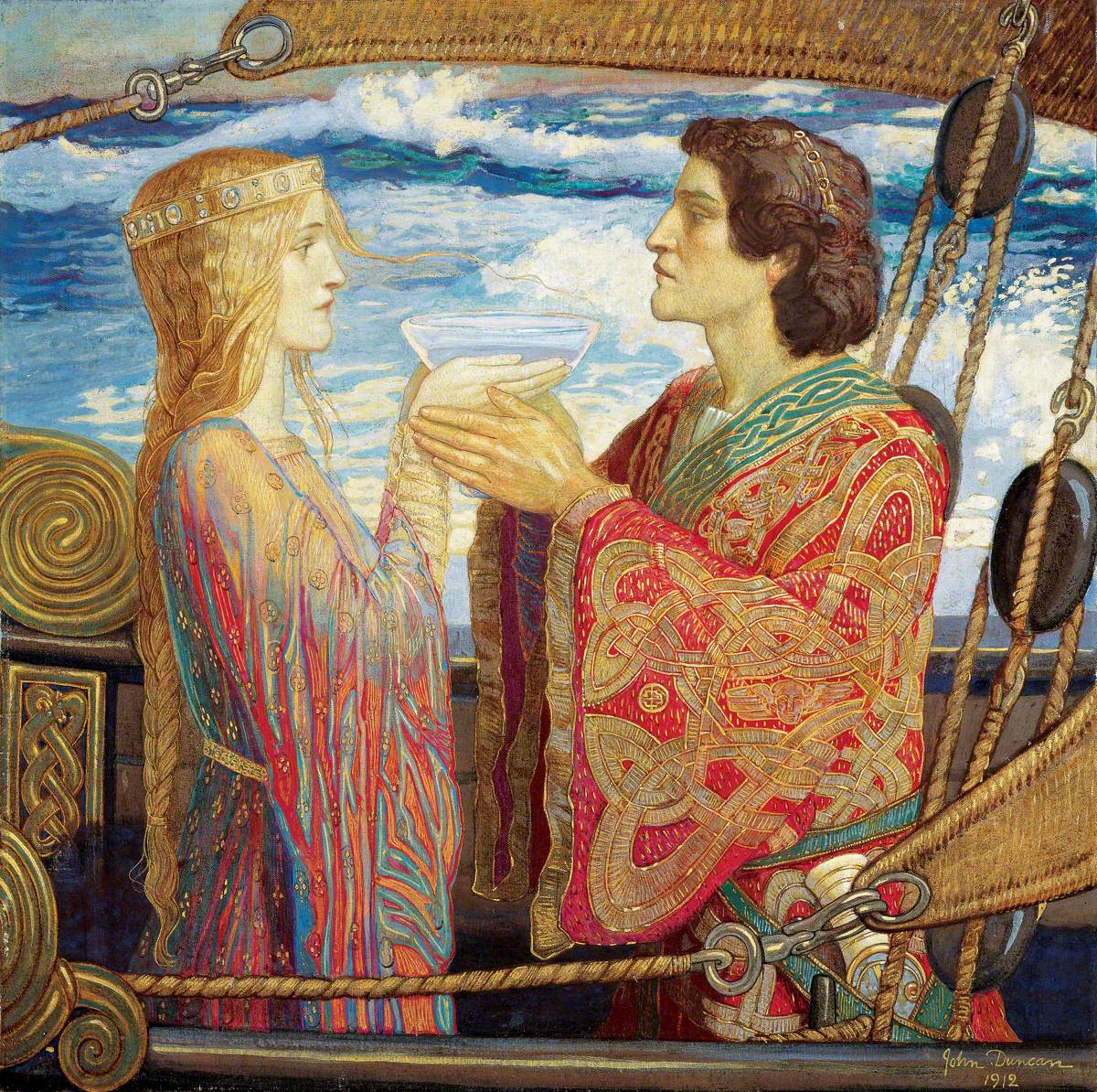
«Тристан и Изольда», 1912
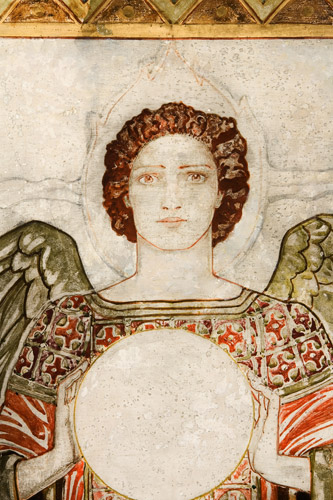
«Архангел Уриил», ок. 1919
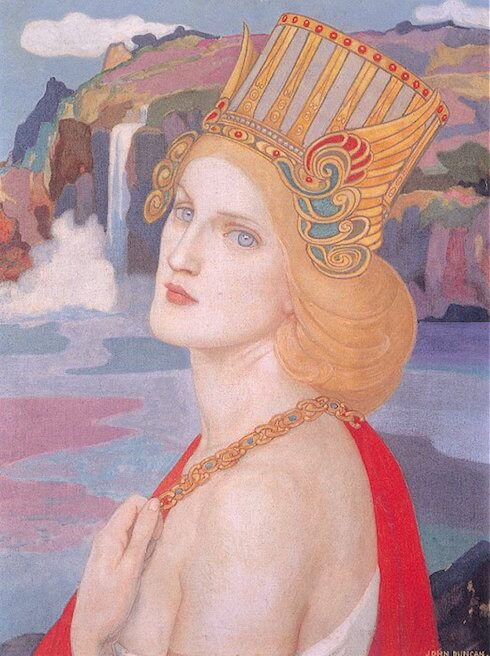
«Айфе»
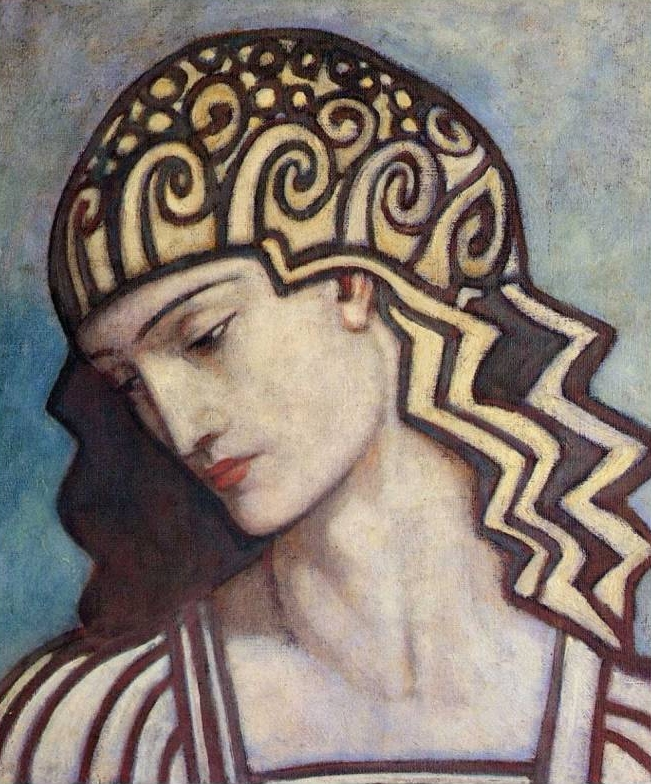
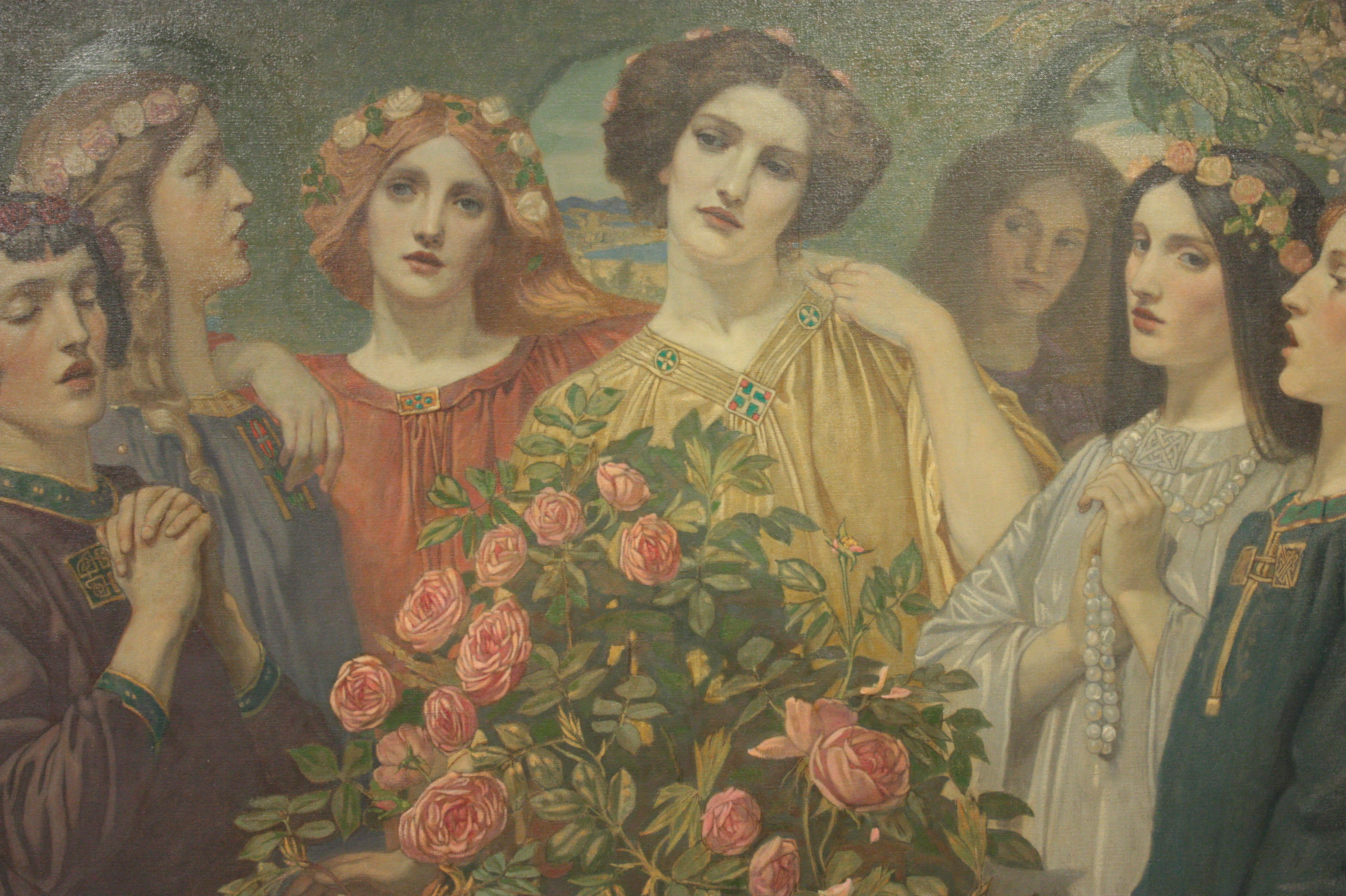
«Гимн Розе», 1907, деталь
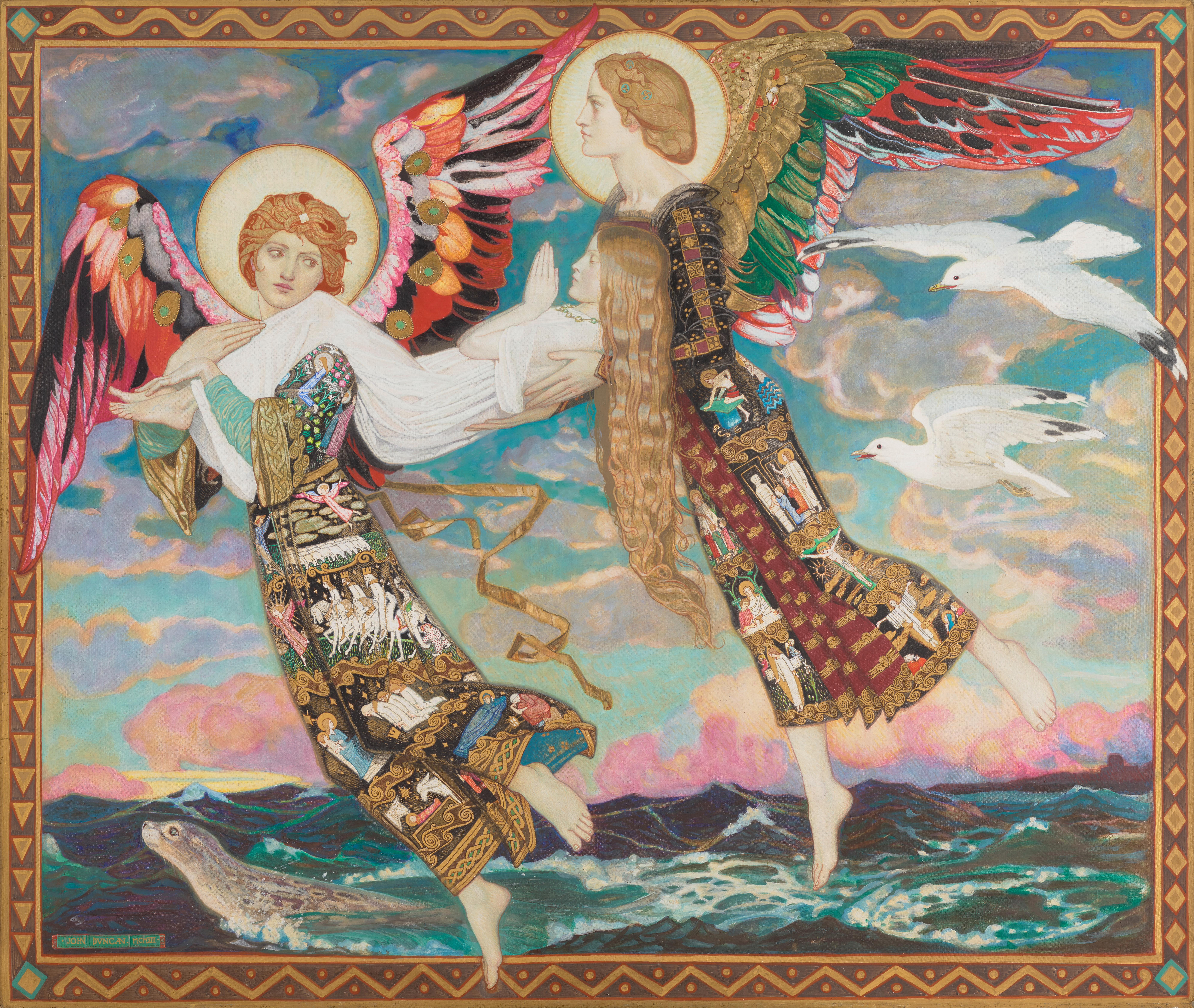
«Святая Бригита»
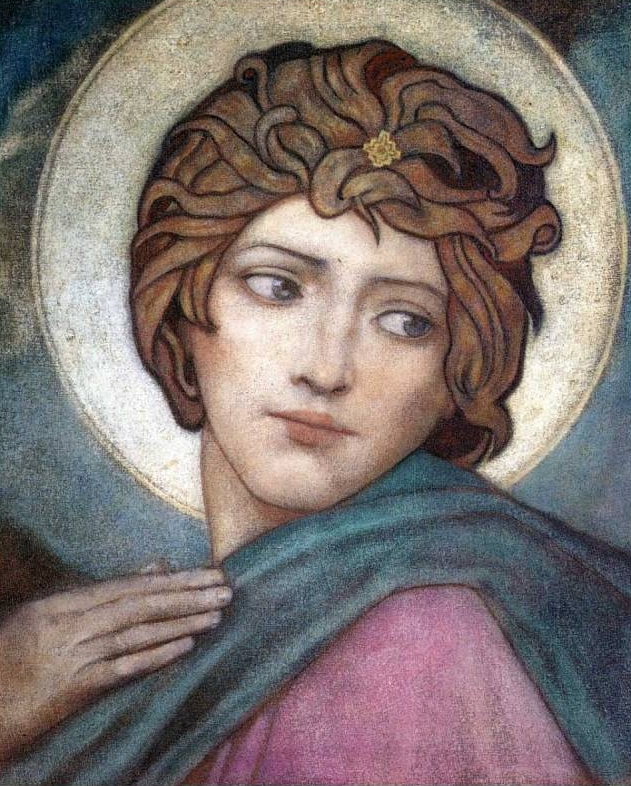
«Святая Бригита», эскиз
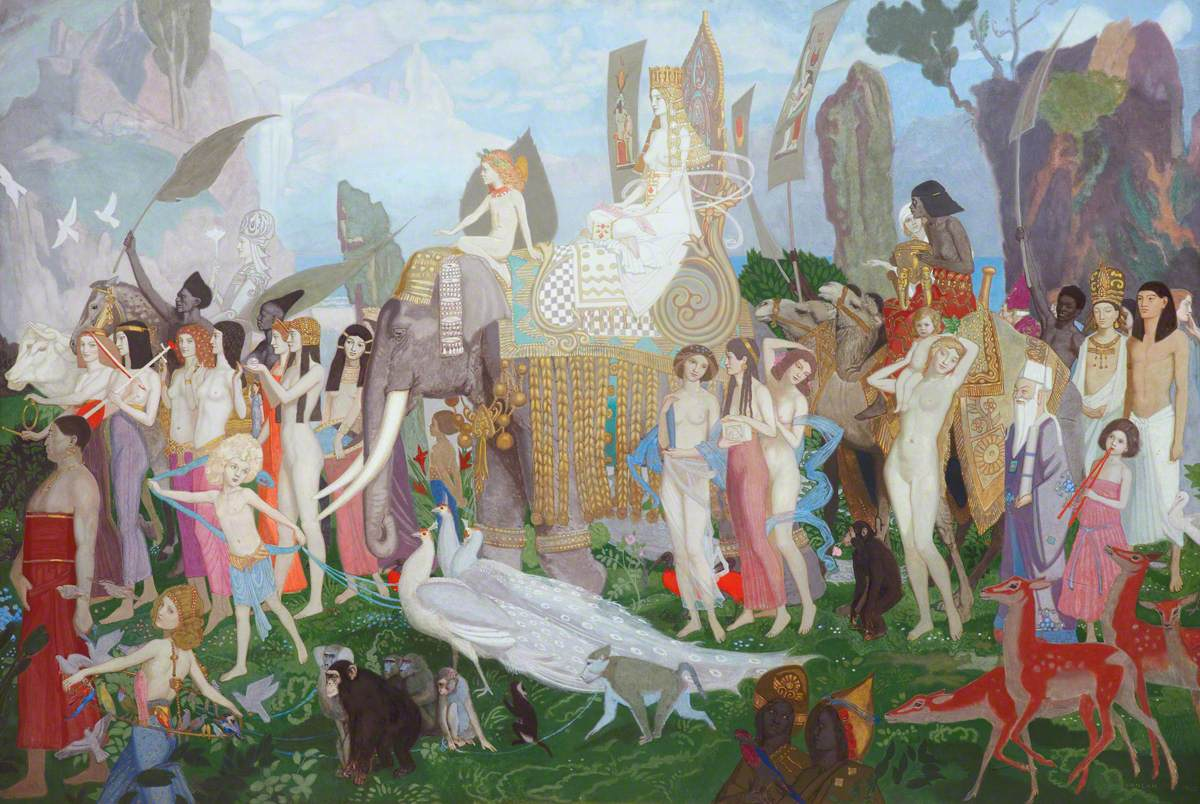
«Слоновая кость, обезьяны и павлины», 1923
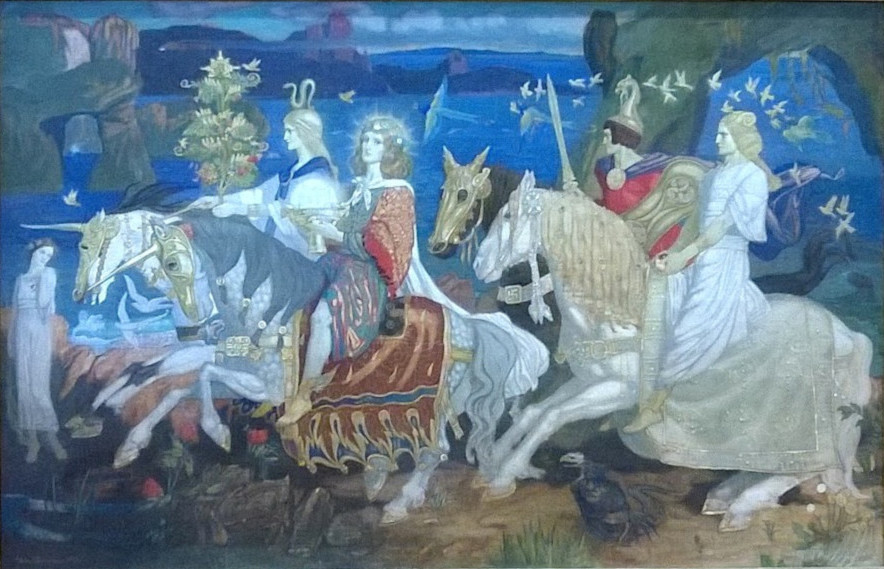
«Всадники сидов», 1911
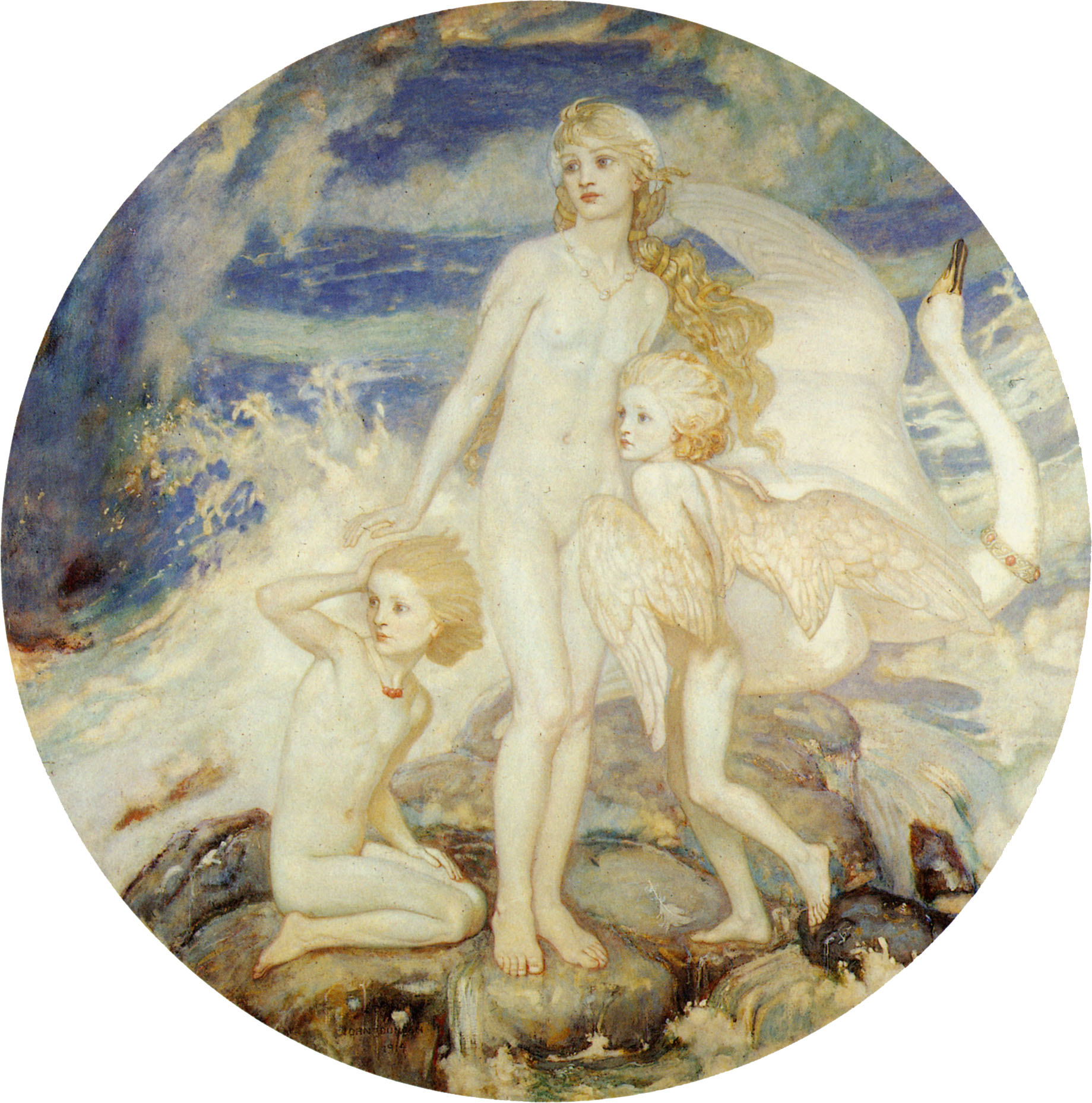
«Дети Лира»
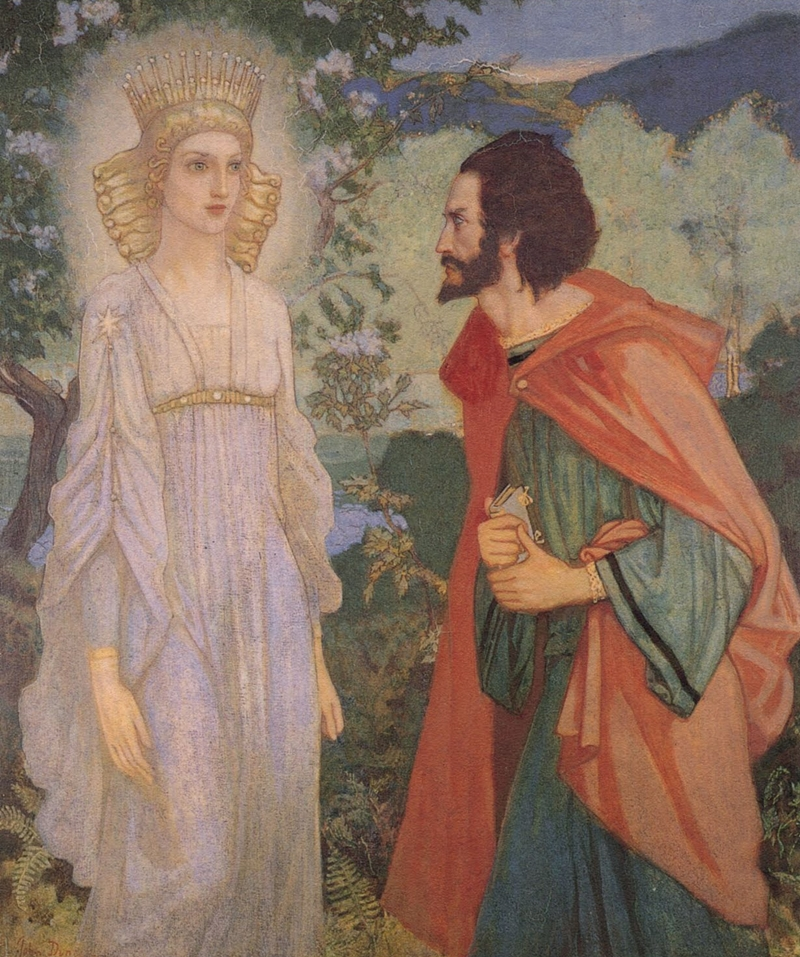
«Мерлин и королева фей»
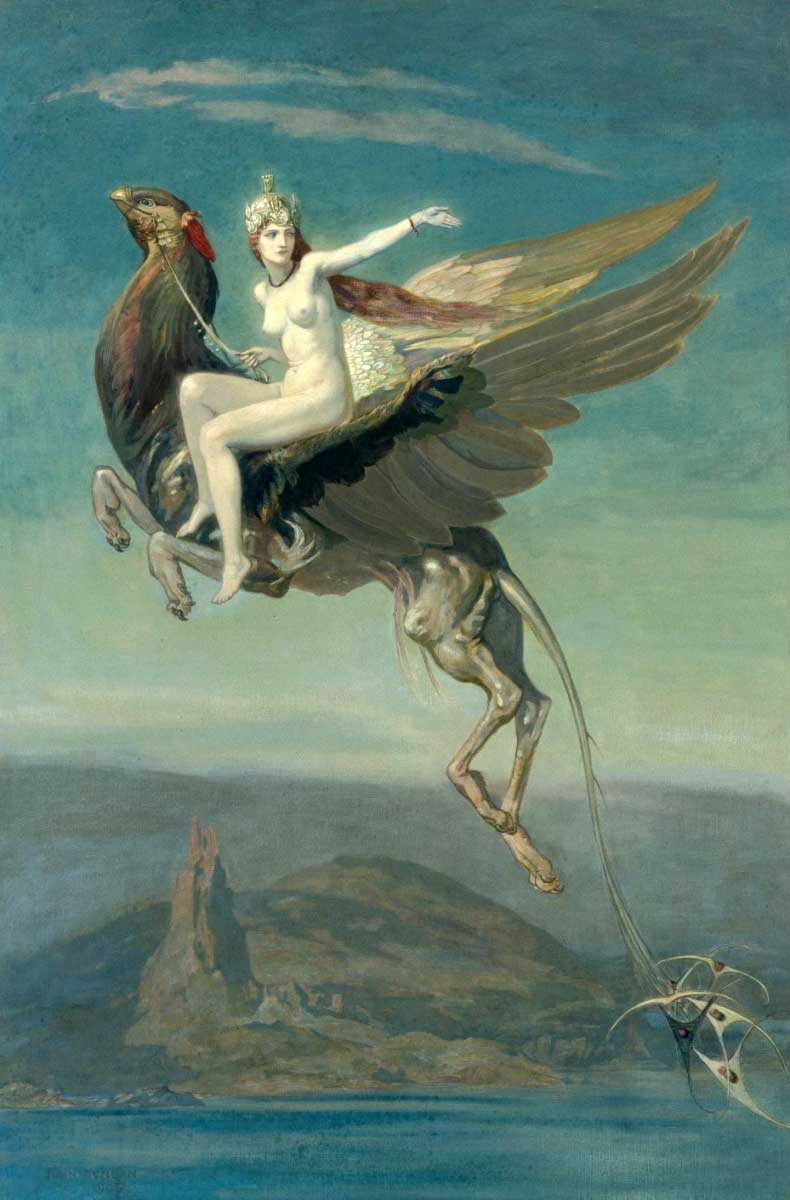
«Хепту прощается с городом Обб», 1909
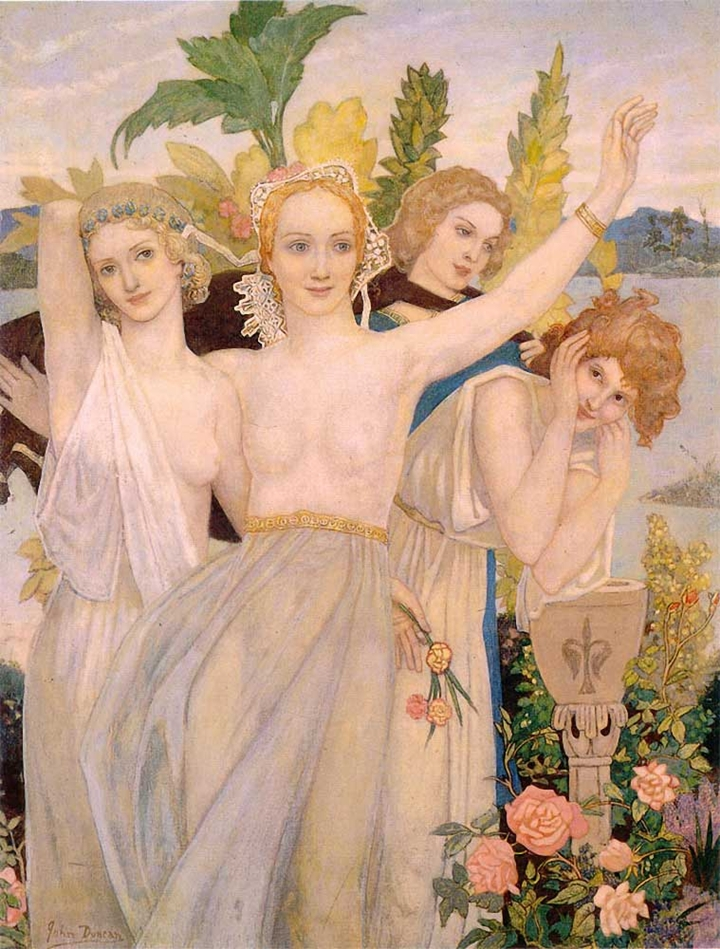
«Счастье»
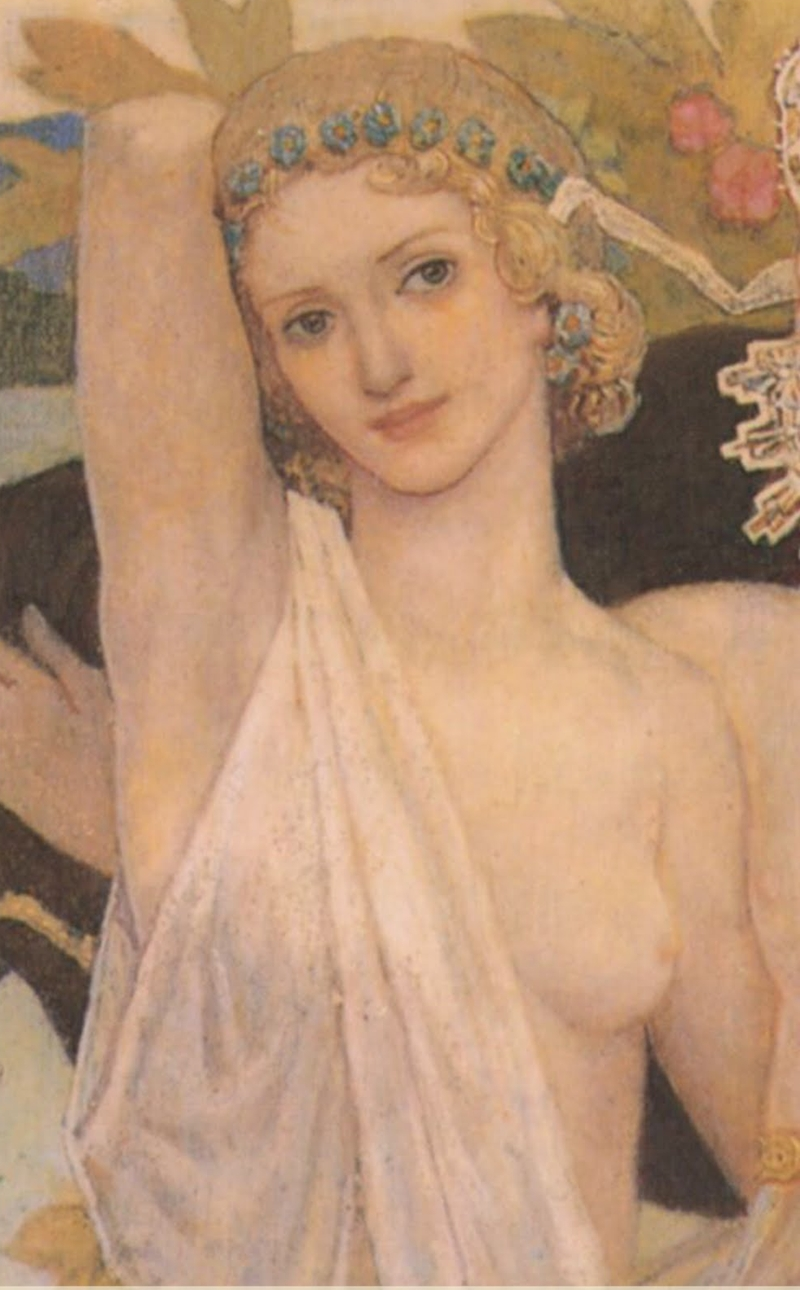
«Счастье», деталь
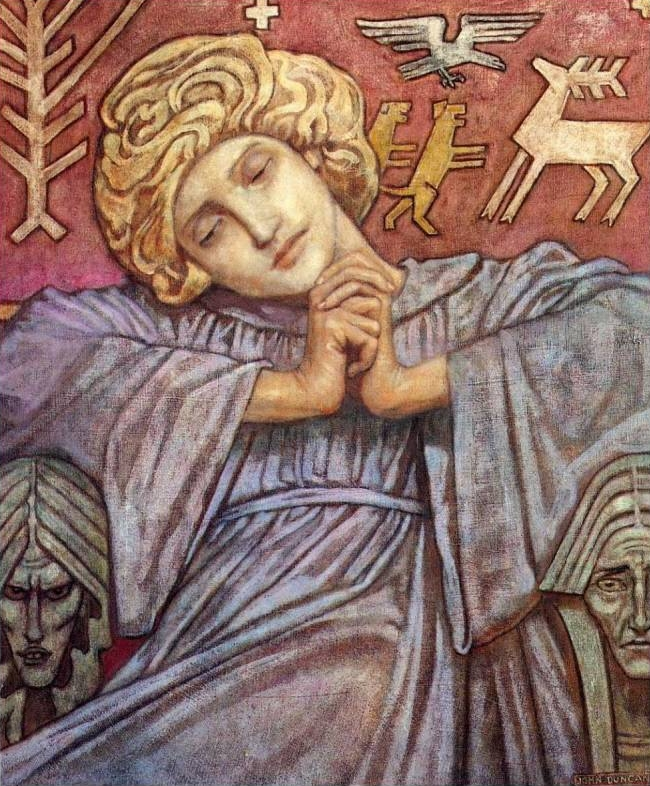
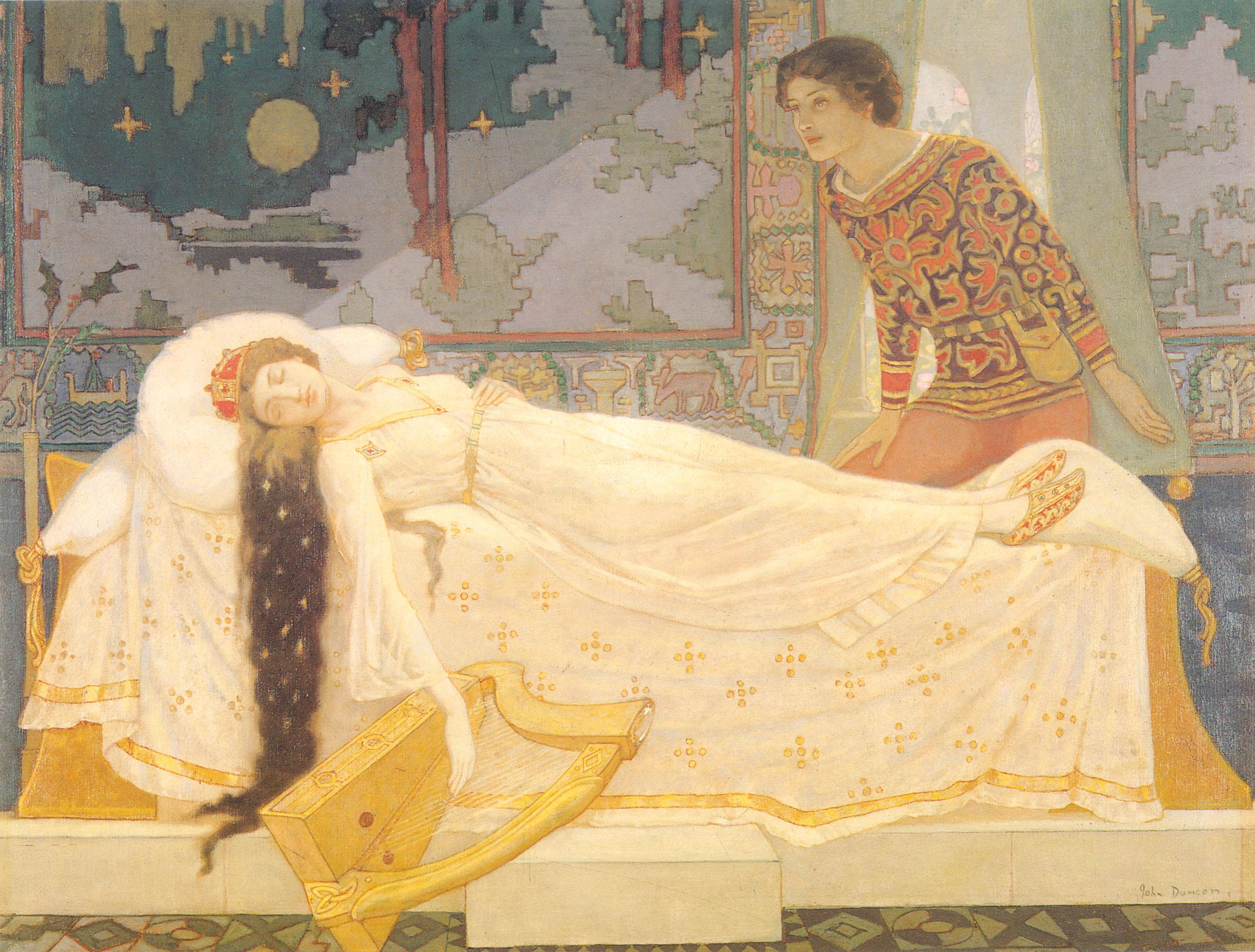
«Спящая красавица»
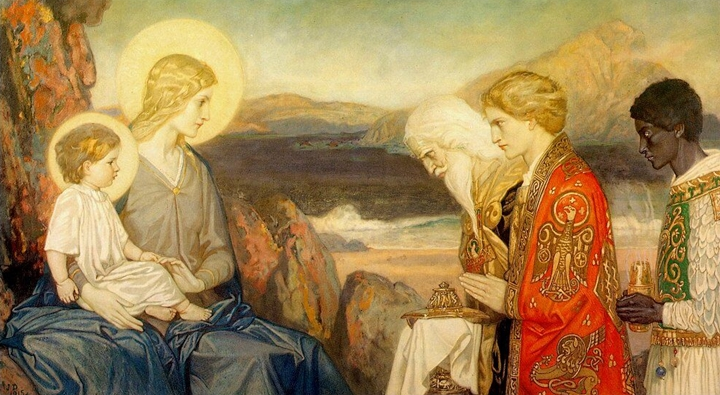
«Поклонение волхвов», 1915
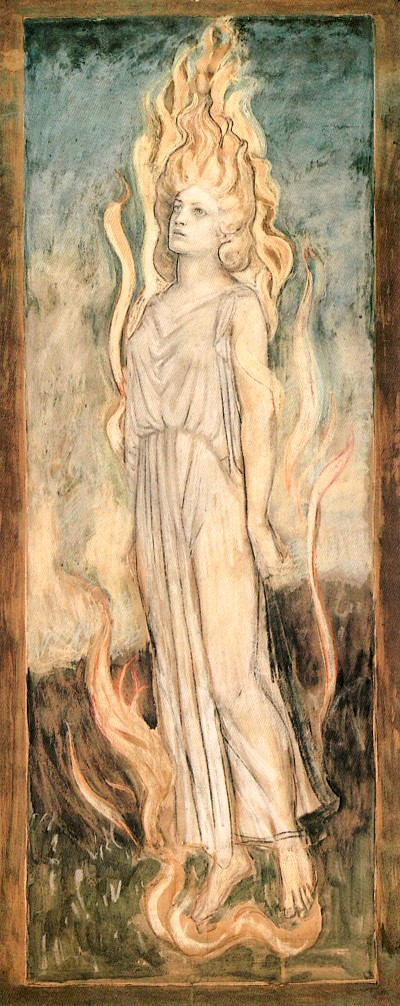
«Семела»
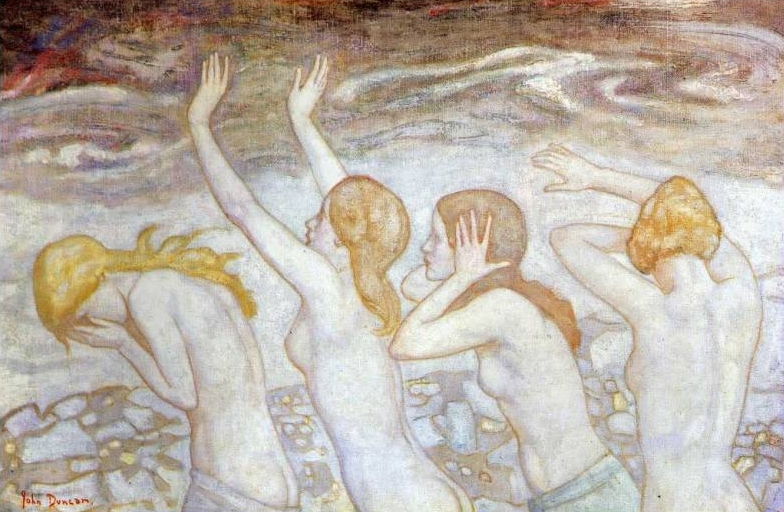
«Флегетон»
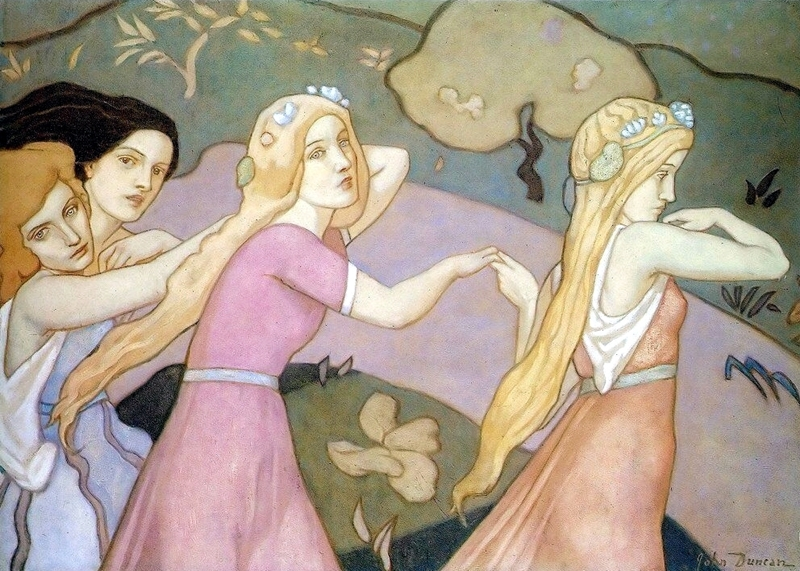
«Четыре фигуры в пейзаже», 1930-е гг.
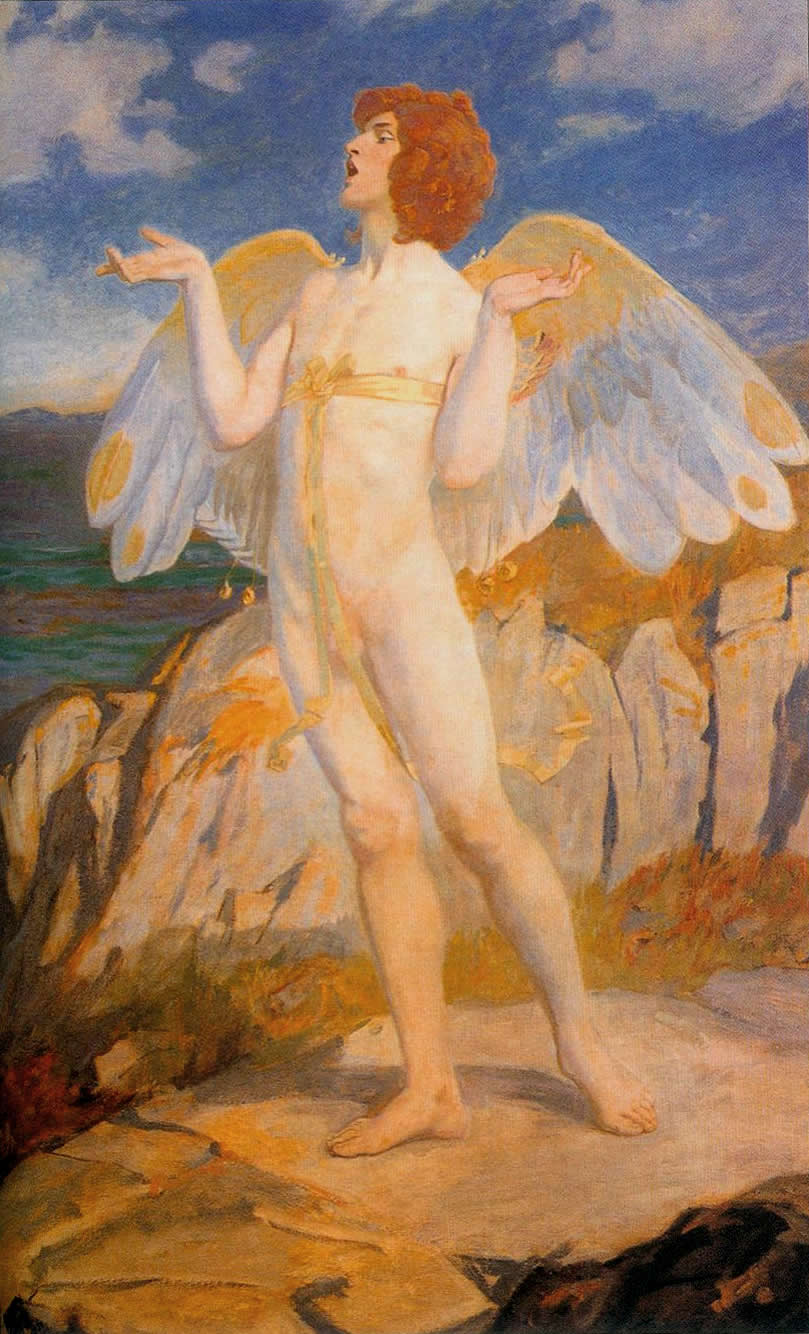
«Энгус Ок»
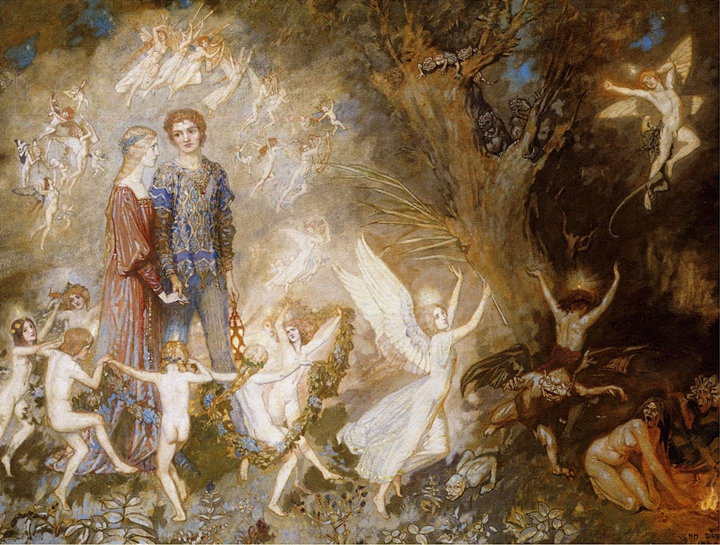
«Йоринда и Йорингель в лесу ведьм», 1909. Холст, масло. 66.6×91.8 см
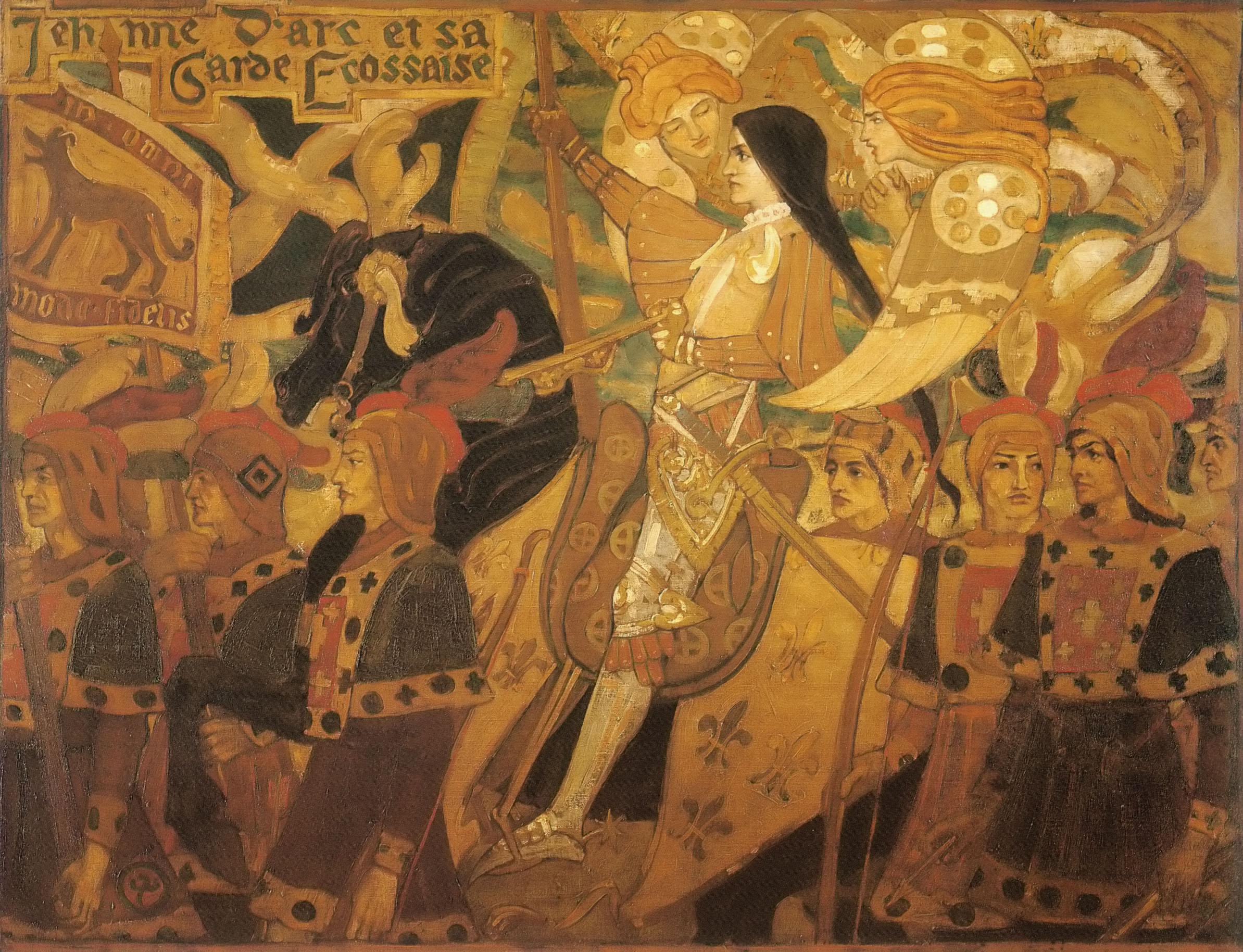
«Жанна д’Арк и ее шотландская гвардия», 1896
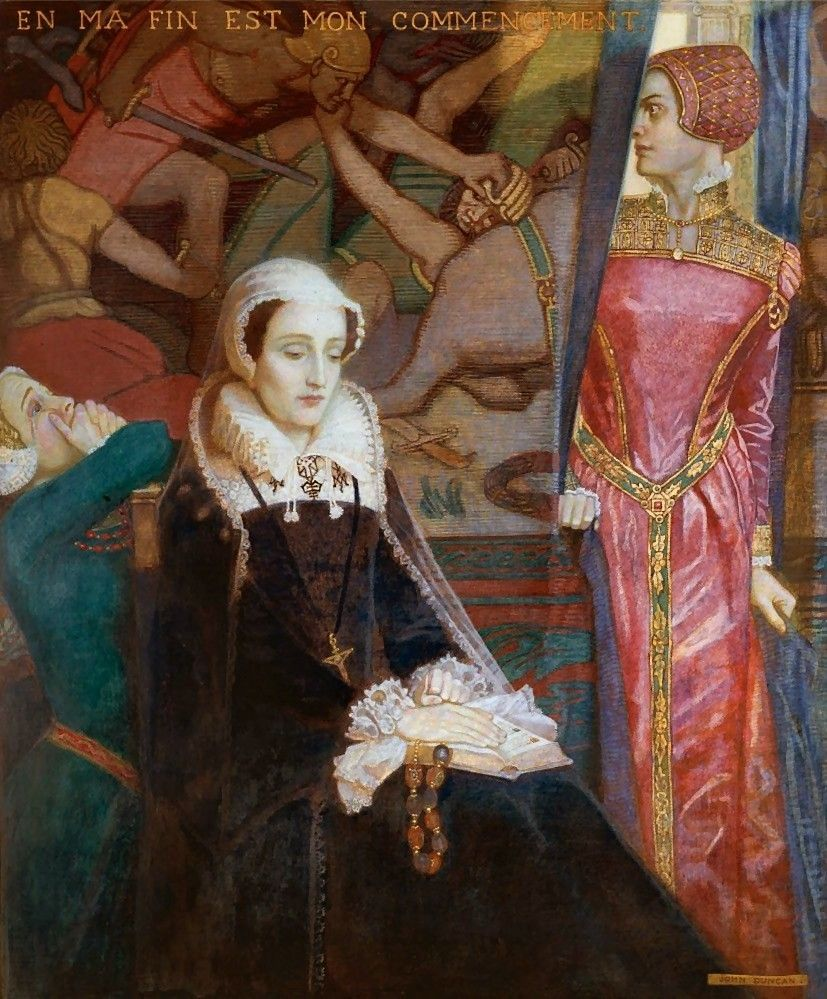
«Королева Мария Шотландская в замке Фотерингей», 1929
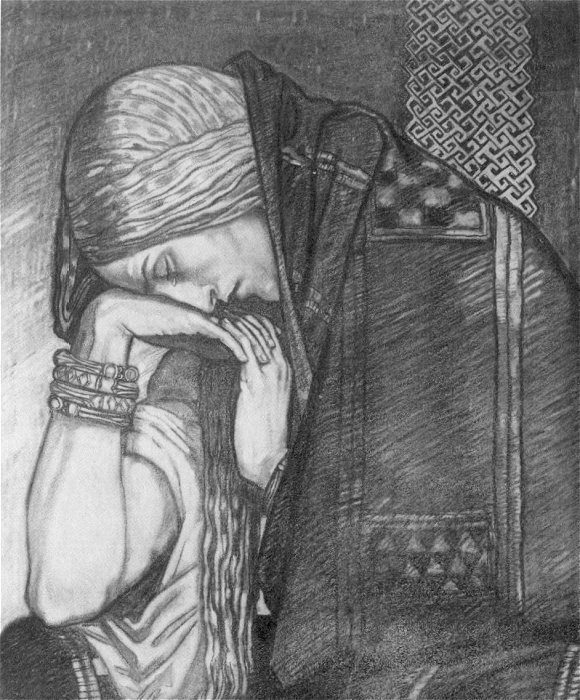
«Дейрдре скорбящая»
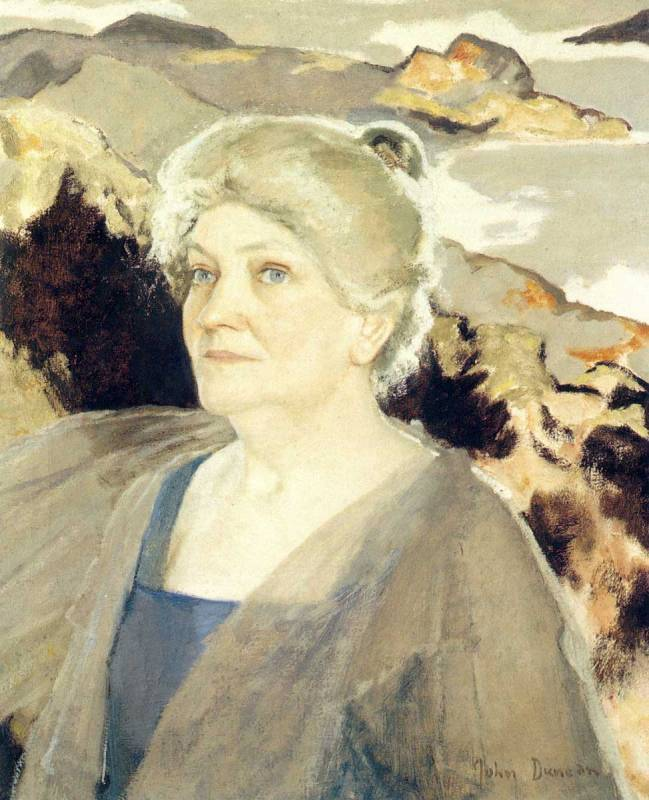
Портрет Марджори Кеннеди-Фрэзер
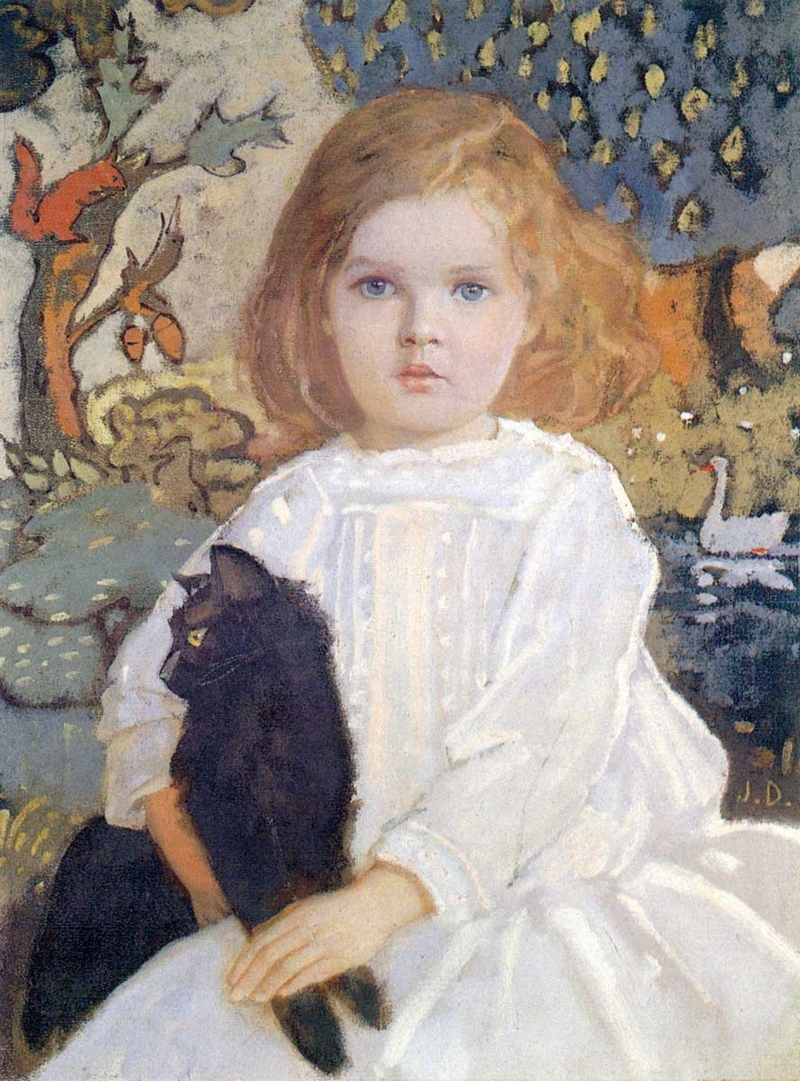
«Баба и Билли» (портрет Вивианы, дочери художника), 1920
«Хелен Шлапп, Айона»

### Статьи
- Armour, Margaret. Mural Decoration in Scotland (англ.) // The Studio. An Illustrated Magazine of Fine and Applied Art. — London, UK: London Offices of the Studio, 1897. — Vol. 10. — P. 99–106.
- Daly, J. P. The Botanic Universe: Generative Nature and Erasmus Darwin's Cosmic Transformism (англ.) // Republic of Letters. — 2018. — Vol. VI, iss. 1.
- Fowle, Frances. Celticism, Internationalism and Scottish Identity: Three Key Images in Focus (англ.) // Finnish National Gallery Research. — Helsinki, Finland: Finnish National Gallery, 2020. — Iss. 1. — P. 49–64.
- Young, Clara. John Duncan (англ.) // Oxford Dictionary of National Biography. — 2004. — doi:10.1093/ref:odnb/94434.
- The Decorative Paintings of John Duncan (англ.) // The Artist: an illustrated monthly record of arts, crafts and industries. — London, UK, 1898. — Vol. 21. — P. 146–152.